# 佐々木邦
佐々木 邦（ささき くに、1883年（明治16年）5月4日 - 1964年（昭和39年）9月22日) は、日本の作家・英文学者。慶應義塾大学教授、明治学院大学教授を歴任。弟・順三は立教大学総長。

## 生涯
静岡県駿東郡清水村（現清水町）生。6歳のとき父（佐々木林蔵）の仕事（明治政府建築技師）で上京、青山学院中等部卒業後、慶應義塾大学予科より明治学院に進み卒業。
卒業後、釜山の商業学校教諭、第六高等学校（現岡山大学）教授、慶應義塾大学教授、明治学院高等学部講師（一時離職後、戦後明治学院大学教授として復職）を歴任、英語と英文学を教えた。
1936年、辰野九紫らとともにユーモア作家倶楽部を結成、1937年11月より機関誌「ユーモアクラブ」を創刊しユーモア文学の発展に尽力する。国際マーク・トウェイン協会名誉会員。1961年児童文化功労者。1962年紫綬褒章。
81歳で心筋梗塞のために逝去。墓所は小平霊園。

## 評価
日本のユーモア小説の先駆けにして第一人者。学生時代より、夏目漱石、マーク・トウェイン、ジェローム・K・ジェローム等の欧米のユーモア作家に影響され、多数執筆。その作風は、良識に裏打ちされたユーモアに富み、昭和初期のサラリーマン階級を舞台に、家庭的な笑いに焦点を当てている。そのうち18作品は映画化されている。1974年に講談社から15巻の佐々木邦全集が出版された。
會田雄次は彼を評して、「佐々木邦氏は、もし日本語という言葉の障壁がなかったら、世界でもっとも知られたユーモア作家の一人になっていただろう。」と書いている。

## 作品
- 『おてんば娘日記』（内外出版協会） 1909
- 『当世細君気質』（内外出版協会） 1910
- 『二人やんちゃん』（女子文壇社） 1911
- 『英語の基礎 重要語句文例』（丁未出版社） 1917
- 『英語の精髄 重要語句解説文例』（丁未出版社） 1918
- 『珍太郎日記』（弘学館） 1921、のち春陽文庫
- 『ぐうたら道中記』（弘学館） 1923
- 『ノラクラ倶楽部』（主婦之友社） 1925
- 『文化住宅』（京文社） 1925
- 『夫婦者と独身者』（主婦之友社） 1925
- 『好人物』（京文社） 1925
- 『文化村の喜劇』（京文社） 1926
- 『娘の婿たち 諧謔小説』（京文社） 1926
- 『笑の王国』（京文社） 1926、のち春陽文庫
- 『親鳥子鳥』（大日本雄弁会） 1926
- 『世間相人間相』（大日本雄弁会講談社） 1927
- 『主権妻権』（大日本雄弁会講談社） 1928
- 『次男坊 諧謔小説』（大日本雄弁会講談社） 1928、のち春陽文庫
- 『明るい人生 佐々木邦集』（1928（現代ユウモア全集）
- 『愚弟賢兄 諧謔小説』（大日本雄弁会講談社） 1929、のち春陽文庫
- 『脱線息子』（大日本雄弁会講談社） 1929
- 『笑の天地』（現代ユウモア全集刊行会） 1929
- 『夫婦百面相 諧謔小説』（弘文社） 1929
- 『新家庭双六』（大日本雄弁会講談社） 1930
- 『苦心の学友』（大日本雄弁会講談社） 1930、のち少年倶楽部文庫
- 『全權先生』（大日本雄辯會講談社） 1932
- 『少女百面相』（大日本雄弁会講談社） 1933
- 『村の少年団』（講談社） 1933、のち少年倶楽部文庫
- 『大番頭小番頭』（大日本雄弁会講談社） 1933、のち春陽文庫
- 『地に爪跡を殘すもの』（大日本雄辯會講談社） 1934、のち春陽文庫
- 『人生初年兵』（大日本雄弁会講談社） 1935、のち春陽文庫
- 『勝ち運負け運』（新潮社、昭和長篇小説全集） 1935
- 『トム君・サム君』（講談社） 1935、のち少年倶楽部文庫
- 『世路第一歩・求婚時代』（アトリヱ社、現代ユーモア小説全集） 1935
- 『人生の年輪』（春陽堂） 1938
- 『青春豪華版』（春陽堂、ユーモア小説傑作全集） 1938
- 『出世倶樂部』（大日本雄辯會講談社） 1938、のち少年倶楽部文庫
- 『家庭三代記』（春陽堂） 1938
- 『紅白うそ合戦』（大日本雄弁会講談社） 1939
- 『明朗人生』（鱒書房） 1940
- 『兄弟行進曲』（偕成社） 1940
- 『嫁とりアルバム』（東成社） 1940
- 『お隣の英雄』（大日本雄辯會講談社） 1940
- 『曇のち晴』（偕成社） 1940
- 『級の人達』（偕成社） 1941
- 『強情二人男』（東成社、ユーモア文庫） 1941
- 『小学出と大学出』（東成社、ユーモア文庫） 1941
- 『変人伝』（長隆舎書店） 1941
- 『王将聯盟』（博文館） 1941
- 『豊分居雑筆』（春陽堂） 1941
- 『村一番早慶戦』（東成社） 1941
- 『奇人群像』（春陽堂） 1941
- 『お互の青春』（大都書房） 1942
- 『負けない男』（大白書房） 1942
- 『女性は強し』（輝文堂書房） 1942
- 『嫁とり婿とり』（文松堂） 1942
- 『ほがらか道中記』（文松堂、1942
- 『ロマンスの発育』（東成社、1942
- 『明暗街道』（大白書房） 1942
- 『文化村綺談』（長隆舎書店） 1942
- 『青春夢』（博文館文庫） 1942
- 『凡人大悟』（輝文堂書房） 1942
- 『正会員生活』（大都書房） 1943
- 『世間と人間』（白林書房） 1943
- 『友情の歯車』（輝文堂書房） 1944
- 『素顔の時代』（国民文庫刊行会、1944
- 『海兵』（輝文堂書房） 1945
- 『明朗人生』（コバルト社） 1946
- 『求婚時代』（リンゴ書院） 1946
- 『ロマンスの憧れ』（北光書房） 1946
- 『友情行進曲』（アルス、ユーモア文学選書） 1946
- 『百万円合戦』（中央社、ユーモア文庫） 1946
- 『凡人傳』（大日本雄辯會講談社） 1946、のち改題『凡人伝』（講談社文芸文庫） 2014
- 『人生縮図』（文学社） 1946
- 『豊分居閑談』（開明社） 1947
- 『美人自叙伝』（北光書房） 1947
- 『兄弟行進曲』（偕成社） 1947
- 『画塾のロマンス』（有楽社） 1947
- 『ガラマサどん』（太白書房） 1948、のち春陽文庫、講談社大衆文学館文庫
- 『友情の扉』（光文社） 1949
- 『仲よし問答』（朝日新聞社） 1949
- 『心の歴史』（大日本雄辯會講談社） 1949
- 『僕らの世界』（光文社） 1949
- 『大ものクラブ』（ポプラ社） 1952
- 『妻の秘密筥』（東成社、ユーモア小説全集） 1952
- 『求婚三銃士』（春陽文庫） 1952
- 『あこがれの都』（ポプラ社） 1952
- 『わんぱく少年』（大日本雄弁会講談社） 1952
- 『冠婚葬祭博士』（春陽堂書店、現代ユーモア文学選） 1953
- 『奇物変物』（大日本雄弁会講談社） 1953
- 『明治學院生活 1953年版』（編、現代思潮社、大学生活シリーズ） 1953
- 『恐妻病者』（東方社） 1954
- 『人生は七〇%』（大日本雄弁会講談社） 1954
- 『恋愛早慶戦』（東方社） 1954
- 『青春三羽烏』（東京文芸社） 1954
- 『親友アルバム』（ポプラ社） 1955
- 『人生明朗曲』（東京文芸社） 1955
- 『おばこワルツ』（東方社） 1955、のち春陽文庫
- 『人生若旦那』（東京文芸社） 1955
- 『新家庭双六』（東方社） 1955
- 『喧嘩人生』（東京文芸社） 1955
- 『御婦人閣下』（東方社） 1955
- 『花嫁三国一』（東京文芸社） 1956、のち春陽文庫
- 『ロマンス時代』（東方社） 1956
- 『アパートの哲学者』（東方社） 1956
- 『無軌道青春』（東方社） 1956
- 『恋愛心理学』（東方社） 1956、のち春陽文庫
- 『新夫婦日記』（東方社） 1957
- 『青春文化運動』（東方社） 1957
- 『赤ちゃん』（中央公論社） 1958
- 『ユーモア百話』（研究社出版） 1958
- 『ガラマサ社長』（春陽文庫） 1962
- 『英米小ばなし』（研究社） 1962
- 『人生エンマ帳』（東都書房） 1963
- 『佐々木邦の手紙』（山蔦正躬篇、みちのく豆本） 1971
- 『いたずら小僧日記・他一編』（新学社文庫） 1975
- 『佐々木邦 心の歴史』（外山滋比古編、みすず書房、大人の本棚） 2002
- 『苦心の学友 少年倶楽部名作選』（講談社文芸文庫） 2016

### 作品集
- 「佐々木邦全集」全10巻（大日本雄弁会講談社） 1930 - 1931
- 「佐々木邦傑作選集」全12巻（太平洋出版社） 1950 - 1952
- 『佐々木邦、獅子文六』（講談社、大衆文学大系22 ） 1973
- 「佐々木邦全集」全10巻・補巻5（講談社） 1974 - 1975
- 『佐々木邦、サトウ・ハチロー集』（三一書房、少年小説大系21） 1996

## 翻訳・翻案
- 『いたづら小僧日記』（メッタ・ヴィクトリア・フラー・ヴィクター、内外出版協会） 1909
のち春陽文庫
- 『ドン・キホーテ物語』（セルバンテス、内外出版協会） 1909
- 『法螺男爵旅土産』（内外出版協会） 1909
- 『当世良人気質』（内外出版協会） 1910
- 『グッドボーイ日記』（内外出版協会） 1910
- 『簡易生活』（シャルル・ワグネ、内外出版協会） 1911
- 『独身者の独思案』（イク・マーベル、内外出版協会） 1912
- 『少年少女基督伝』（ジャネー・ハーヴェー・ケルマン、内外出版協会） 1913
- 『夢想生活』（ドナルド・ジー・ミツチヱル、内外出版協会） 1913
- 『ピックウイック倶楽部物語』（ヂツケンス、内外出版協会） 1913
- 『ドン・キホーテ 全訳』（セルヴァンテス、東亜堂） 1914
- 『ユーモア十篇』（マーク・トウエーン、丁未出版社） 1916
- 『姑め采配記 風刺諧謔』（ジョージ・ロバート・シムズ、弘学館） 1919
- 『トム・ソウヤー物語』（マーク・トウエーン、家庭読物刊行会、世界少年文学名作集）1919
- 『あべこべ物語』（アンスチイ、家庭読物刊行会、世界少年文学名作集 1920
- 『ハツクルベリー物語』（マーク・トウエーン、精華書院、世界少年文学名作集） 1921
- 『七転び八起き物語』（ラ・サージ、弘学館書店） 1922
- 『ミユンヒハウゼンほら物語』（京文社） 1926
- 『貴族病患者』（マーク・トウエーン、東西出版社） 1946
- 『わんぱく少年』（オールドリッチ、大日本雄弁会講談社） 1952